# Pinus cembroides
Pinus cembroides é uma espécie de pinheiro originária do Novo Mundo. Faz parte do grupo de espécies de pinheiros com área de distribuição na México, e oeste do Texas.